# هدر مودی
هدر مودی (انگلیسی: Heather Moody؛ زادهٔ ۲۱ اوت ۱۹۷۳) بازیکن واترپلو اهل ایالات متحده آمریکا است.